# Vlasta Maček
Vlasta Maček (Zagreb, 27. lipnja 1952.), hrvatska šahistica

## Djelatnost i rezultati
- Članica šahovskog kluba Mladost od 1. travnja 1960.
- Najbolja sportašica ASD Mladost 1977.
- Višestruka pionirska prvakinja RH u vremenu od 1964. – 1966.
- Omladinska prvakinja Hrvatske 1967.
- Sudionica više prvenstava Jugoslavije od 1968. – 1980.
- Podijelila 1.  mjesto na prvenstvu SFRJ 1973. i 1978.
- Prvakinja SFRJ 1980.
- Prvakinja Balkana 1973.
- Međunarodni šahovski majstor od 1974.
- Osvojila 5 međunarodnih turnira kao predstavnica Jugoslavije.
- Najbolji rezultat na II ploči na olimpijadi u Argentini 1978. godine
- Brončana olimpijska medalja na olimpijadi u Solunu 1988. u funkciji izbornice.
- Nastupa 46 godina kao članica Mladosti na ekipnim natjecanjima u i jugoslavenskoj i hrvatskoj 1. ligi.
- Kao članica šahovskog kluba Mladost osvojila više naslova ekipnih prvaka Jugoslavije i Republike RH te nekoliko Kupova RH.
- Sudionica šahovskih olimpijada 1974., 1978. i 1982.  kao igračica SFRJ.
- Kao izbornica vodila reprezentaciju SFRJ na olimpijadama 1986., 1988. i 1990.
- 1991. Nastupila u selekciji RH protiv Kanade i SAD na prvim međunarodnim susretima neke sportske selekcije uopće nakon osamostaljenja.
- Od 1991. stalna članica hrvatske reprezentacije sudjelovala na olimpijadama 1992., 1994., 1996., 1998., 2000., 2002.,2004 i 2006.  uvijek nastupajući na drugoj odnosno prvoj ploči, a 2008., 2010. i 2012. kao izbornica
- U 30 godina nastupanja za reprezentacije na šahovskim olimpijadama odigrala 110 partija odnosno nastupa, od kojih je 38 puta pobijedila, 46 puta remizirala i 26 puta izgubila, a što se tiče kontinuiteta svojevrstan podvig i u svjetskim razmjerima.
- Prva prvakinja RH od osamostaljenja 1992. i prvakinja 1999.
- Podijelila prvo mjesto 2004. godine.
- Europska veteranska prvakinja 2003. godine i 3. mjesto 2004. godine
- Svjetska brzopotezna veteranska prvakinja 2003. godine.
- Kao članica šahovskog kluba Kastav 1997. u kojem je nastupila kao gost osvojila 2. mjesto na Kupu europskih prvakinja, kojom prilikom je pobijedila bivšu svjetsku prvakinju Nonu Gaprindašvili.
- Igrala dvoboje u raznim selekcijama u mnogim međudržavnim susretima.
- Članica je ženske komisije svjetske šahovske federacije FIDE

Nikada u toku svoje bogate šahovske karijere nije napuštala Zagreb.
- Odlikovana je ordenom zasluga za narod sa srebrnim zracima 1988. godine
- Dobitnica je nagrade za životno djelo Zagrebačkog športskog saveza 2005. godine
- Dobitnica je nagrade za životno djelo Akademskog sportskog društva Mladost 2005. godine